# Charles Edwin Bessey

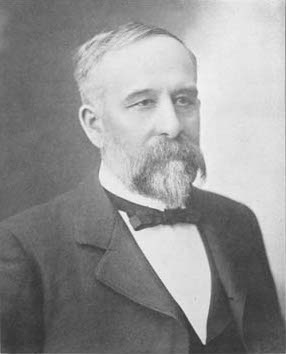
Charles Edwin Bessey

Charles Edwin Bessey (* 1. Mai 1845 in Milton, Ohio; † 25. Februar 1915 in Lincoln, Nebraska) war ein US-amerikanischer Botaniker und Mykologe. Sein offizielles botanisches Autorenkürzel lautet „Bessey“.

## Leben
Bessey studierte ab 1866 am Michigan Agricultural College in East Lansing mit dem Bachelor-Abschluss in Botanik 1869 und außerdem 1872/73 und 1875 an der Harvard University insbesondere bei Asa Gray. 1870 wurde er Instructor und 1872 Professor für Botanik am Iowa Agricultural College (heute Iowa State University) und 1884 an der University of Nebraska (Industrial College), an der er 1909 Dekan wurde und 1888 bis 1891 sowie 1899 bis 1900 Kanzler war.
Er ist für das nach ihm benanntes Bessey-System der Taxonomie von Blütenpflanzen bekannt, das auf der Evolutionstheorie von Charles Darwin basierte. In modifizierter Form bildet es auch die Basis moderner Klassifizierungssysteme. Ein von ihm geleitetes Experiment zur Aufforstung bildete auch die Basis des späteren Nebraska National Forest. Er baute sowohl an der Iowa State University las auch an der University of Nebraska die Botanik-Fakultäten auf und schrieb zwei seinerzeit in den USA verbreitete Botaniklehrbücher.
1911 war er Präsident der American Association for the Advancement of Science. 2009 wurde er in die Nebraska Hall of Fame aufgenommen. Er war einer der Gründer der Iowa Academy of Sciences.
1880 bis 1897 war er Herausgeber für Botanik von American Naturalist und 1897 bis 1915 von Science.
Sein Sohn Ernst Bessey (1877–1957) war Professor für Botanik an der Michigan State University.

## Schriften
- The Geography of Iowa. Cincinnati, 1878
- Botany for High Schools and Colleges. New York, 1880
- The Essentials of Botany. 1884
- Evolution and Classification. 1893
- Phylogeny and Taxonomy of the Angiosperms. In: Botanical Gazette, Band 34, 1897, S. 145–178.
- Elementary Botany. 1904
- Plant Migration Studies. 1905
- Synopsis of Plant Phyla. 1907
- Outlines of Plant Phyla., 1909
- mit anderen: New Elementary Agriculture. 9. Auflage 1911
- The phylogenetic taxonomy of flowering plants. In: Annals of the Missouri Botanical Garden. Band 2, 1915, S. 109–164.

1881 besorgte er eine Neuauflage des Botanik-Lehrbuchs von William Ramsay McNab.